# Scapanus orarius
Scapanus orarius — ссавець родини кротових (Talpidae).

## Морфологія
Ця тварина має оксамитове чорне хутро, загострений писок і короткий, майже лисий хвіст. Вона близько 16 см в довжину, включаючи 3 см хвіст, важить близько 62 грамів. Передні лапи широкі і лопатоподібні, спеціалізовані для риття; задні лапи менші. Має 44 зубів. Вуха не видно, очі маленькі.

## Поширення
Країни проживання: Канада (Британська Колумбія), США (Каліфорнія, Айдахо, Орегон, Вашингтон). Населяє сільськогосподарські угіддя, прибережні дюни, трав'янисті луки, хвойні та листяні ліси і рідколісся, вздовж струмків.

## Життя
Це риюча тварина, а іноді активна й на поверхні (особливо розповзання неповнолітніх у літній період). Вид швидко реколонізує раніше затоплені райони. У раціоні переважають дощові хробаки, також споживає комах і личинок комах та інших безхребетних. Активний протягом усього року. Середній домашній діапазон був оцінений в 0,12 га. Материнське гніздо розташоване приблизно на 15 см нижче поверхні землі; воно вистелене грубою травою, 20 см в діаметрі і має кілька входів.
Розмножуються від січня по початок березня. Пологи відбувається в кінці березня або початку квітня. Розмір виводку 2-4, з одним виводком на рік. Самиці репродуктивно активні в 9-10 місяців. Максимальна тривалість життя, ймовірно, приблизно чотири-п'ять років.